# František z Hartigu
František de Paula hrabě z Hartigu (německy Franz de Paula Graf von Hartig, též pod pseudonymem Gotthelf Zurecht, 5. června 1789, Drážďany - 11. ledna 1865, Vídeň) byl rakouský státník a publicista.

## Život
Jeho otec byl František Antonín hrabě z Hartigu (1758–1797), diplomat, historik a básník, svobodný pán mj. v Mimoni, Stráži pod Ralskem, Starém Dubu a Beřkovicích, skutečný tajný rada a komoří. Působil tehdy v Drážďanech jako rakouský zplnomocněný ministr na saském kurfiřtském dvoře. Jeho matka Marie Eleonora rozená z Colloredo-Waldsee byla vynikající klavíristka.
Hrabě Hartig získal vynikající vzdělání a nastoupil do rakouských státních služeb. V roce 1825, ve svých 36 letech, se stal gubernátorem Štýrska a roku 1830 guvernérem Lombardie. Tuto funkci vykonával vzorně a získal si zde velikou popularitu. Roku 1840 byl jmenován státním a konferenčním ministrem, měl na starost finanční záležitosti rakouské Státní rady a podnítil reformy železnic i dalších hospodářských odvětví.
V roce 1848 z politiky odešel a napsal několik spisů otevřeně popisujících politické události. Po roce 1859 znovu vstoupil do státních služeb a působil v rakouské říšské radě, kde prokázal velké přesvědčovací schopnosti a erudici, ale také velkou parlamentní obratnost. V panské sněmovně patřil k předním zastáncům myšlenky společného státu.

## Manželství a rodina

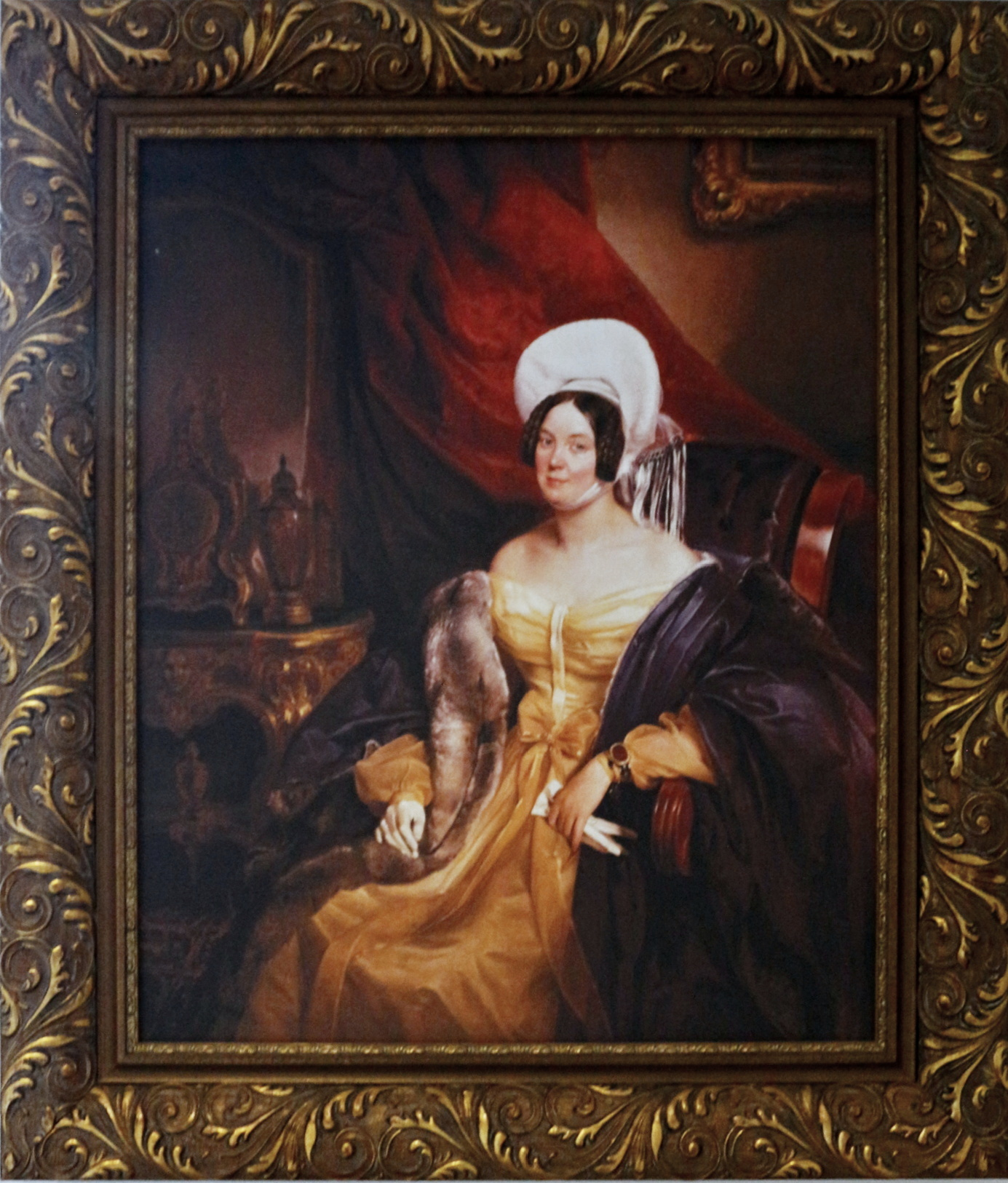
Manželka Františka z Hartigu Juliana, rozená Grundemann-Falkenberská (1788-1866)

Hrabě Hartig se oženil 6. ledna 1810 ve Vídni s Julianou hraběnkou von Grundemann-Falkenbergovou (26. března 1788 ve Vídni - 27. října 1866 tamtéž), dcerou Emanuela hraběte von Grundemann-Falkenberga a jeho manželky Marie Anny hraběnky z Althannu. Měli spolu 3 děti:
- Eleonora (9. listopadu 1810 - 21. února 1838) ∞ 6. června 1830 ve Štýrském Hradci s Michaelem Josefem z Althannu (19. června 1798 - 5. dubna 1861)
- Fridrich (3. listopadu 1818 - 5. srpna 1877)

∞ 27. června 1852 s hraběnkou Valpurgou Berchtoldovou z Uherčic (13. srpna 1829 - 21. února 1856)
∞ 16. května 1857 s Amálií svobodnou paní von Gudenus (13. září 1837 - 10. února 1892)
- Edmund (2. listopadu 1812 - 31. března 1883) ∞ 15. dubna 1846 s hraběnkou Julií Constancí z Bellegarde (23. září 1822 - 9. prosince 1884)

## Dílo
- Císařský manifest z 26. září 1848 / Das kaiserliche Manifest vom 26. Sept. 1848 (Praha 1848)
- Vývoj revoluce v Rakousku / Genesis der Revolution in Österreich (3. vyd., Lipsko 1851)
- Přemítání publicisty Gotthelfa Zurechta / Nachgedanken des Publizisten Gotthelf Zurecht

## Řády a vyznamenání
- Císařský rakouský řád Leopoldův s hvězdou
- Řád železné koruny s hvězdou
- Rytíř Řádu zlatého rouna (od roku 1862)